# Roscheria melanochoetes
Roscheria melanochoetes es una especie de palmera de la familia Arecaceae. Es la única especie del género Roscheria.

## Distribución y hábitat
Se da naturalmente en las islas Mahé y Silhouette de las Islas Seychelles, donde crece en zonas montañosas y en la selva donde se ve amenazado por la pérdida de hábitat.

## Descripción
Roscheria melanochaetes  es una palmera de crecimiento lento, el tronco alcanza los 8 m de altura con 8 cm de diámetro, generalmente es recto. Los anillos del tronco tienen negras espinas en cada nudo del tallo, pero esta característica es más pronunciada en las plantas jóvenes, con la edad parece que crecen cada vez menos espinas en el tronco, o ninguna en absoluto.  Las espinas están también presentes en la corona y pecíolos y  persisten en la madurez.
La corona tiene 3 m de altura, es de color verde claro y está cubierta de escamas marrones, especialmente cerca de la cima. Tiene protuberancias en el centro y  12 - 16 hojas pinnadas de 1-2 m de largo sobre pecíolos de 15-20 cm. Las hojas se caracterizan por la variedad de formas de sus folíolos, algunas tienen un solo costal, mientras que otras tienen varios, algunas son grandes, otras son estrechas,  algunas terminan en ápices, mientras que otras están oblicuamente truncadas.  Las hojas son de color verde brillante luminoso en el haz y de un  verde pálido a marrón en el envés.
Se diferencia de la mayoría de las especies, en que la inflorescencia en R. melanochaetes emerge desde  la axila de la hoja. Es una panícula muy ramificada de 1-2 m de longitud con flores de ambos sexos. El fruto es una drupa que madura hasta tener un color rojo, alcanza el tamaño de 1 cm y tiene una sola semilla.

## Cultivo
Estas plantas no toleran la sequía ni el frío.  Crecen naturalmente en el sotobosque de bosques lluviosos, también requieren de sombra cuando son jóvenes, así como humedad y suelo rico en humus. Por lo general la planta es difícil de cultivar, incluso en las zonas tropicales. 

## Taxonomía
Roscheria melanochaetes  fue descrita por (H.A. Wendl.) H.A. Wendl. ex Balfour y publicado en Flora of Mauritius and the Seychelles . . . 387. 1877.
Etimología
Roscheria: nombre genérico que fue nombrado en honor de Albrecht Roscher, explorador alemán del siglo XIX.
melanochaetes: epíteto que deriva de latín y griego que significa "negro" y "cerda", aludiendo a las espinas que cubren sus troncos. 
Sinonimia
- Verschaffeltia melanochaetes H.Wendl. (1871). basónimo
- Phoenicophorium viridifolium H.Wendl. in O.C.E.de Kerchove de Denterghem (1878).[5]